# Menahem Begin
Menahem Wolfovich Begin (hebrejski מנחם בגין, Brest-Litovsk, 16. kolovoza 1913. – Tel Aviv, 9. ožujka 1992.) je bio vođa Irguna, političar i dobitnik Nobelove nagrade za mir 1978. godine. Također je bio 6. premijer Izraela od 21. lipnja 1977. do 10. listopada 1983. godine. Sudjelovao je na pregovorima u Camp Davidu s egipatskim predsjednikom Muhamadom Anwarom el-Sadatom, zbog čega su zajednički dobili Nobelovu nagradu za mir 1978. godine.
Njegov najveći doprinos izraelskoj državi je postizanje prvog mirovnog sporazuma s Egiptom i neutraliziranje egipatske armije.

## Životopis
Begin je rođen 16. kolovoza 1913. u Brest-Litovsku, tada još uvijek dijelu carske Rusije, koji je bio dio Poljske od 1919. do 1939. a danas je dio Belorusije i poznat je pod imenom Brest. Od 1939. bio je vođa cionističke organizacije Betar. Od 1940. do 1941. je bio u zatvoru u SSSR-u. Godine 1941., nakon puštanja na slobodu po sporazumu Sikorski-Mayski, stupio je u poljsku (andersovu) vojsku, ali je neslužbeno otpušten iz te vojske zajedno s mnogim drugim židovskim vojnicima.
Begin se tada preselio u Britansku Palestinu, gdje je ubrzo postao poznat kao žestok kritičar glavne struje cionizma, i pristalica radikalnijeg revizionističkog cionizma. Godine 1942. je stupio u Irgun (poznat i kao Etzel) i 1943. postao njegov vođa. Bio je odgovoran za postavljanje bombe u jeruzalemski hotel Kralj David, koji je u to vrijeme bio britansko administrativno i vojno sjedište, i tada je ubijena 91 osoba. Godine 1948. bio je u centru afere oko prebacivanja Irgunovog oružja u Izrael, što se završilo potapanjem broda Altalena u paljbi koju je naredio premijer David Ben-Gurion.
Irgun je zajedno s podzemnom grupom Lehi, (poznatom i pod imenom "Surova banda"), široko osuđivao veliki broj Židova, posebno Bena-Guriona, kao terorističke organizacije. Izraelska vlada ih je raspustila ubrzo nakon osnivanja države Izrael.
Godine 1948., Begin je osnovao desničarsku političku stranku, Herut, koja je poslije postala znatno veća stranka, Likud. Između 1948. i 1977., pod Beginom, činila je glavnu oporbu dominantnoj Izraelskoj radničkoj stranci u Knessetu (izraelski parlament).
Dana 21. lipnja 1977. Menahem Begin je postao 6. premijer Izraela, i prvi koji nije bio iz radničke stranke.
Godine 1979., Begin je potpisao Izraelsko-egipatski mirovni sporazum s Anwarom al-Sadatom. Po tom sporazumu, Izrael je predao poluotok Sinaj Egiptu. Ovo je značilo i rušenje svih izraelskih naselja u ovoj zoni. Begin se suočio sa snažnim unutrašnjim suprotstavljanjem ovom potezu, što je dovelo do podjele u njegovu Likudu.
Godine 1981., Begin je zapovjedio bombardiranje iračkog nuklearnog reaktora Tammuz. Ubrzo potom, Begin je istaknuo da "Ni po koju cijenu nećemo dozvoliti neprijatelju da razvije oružja za masovno uništenje protiv naroda Izraela." Ova promjena u izraelskoj nuklearnoj politici danas je poznata kao Beginova doktrina.
Godine 1982. Beginova vlada je izvela invaziju na Libanon, ističući potrebu da se PLO odbaci izvan raketnog dometa izraelske sjeverne granice. Ovim je započelo izraelsko angažiranje u južnom Libanonu, koje je trajalo tri godine (uz ograničenu izraelsku prisutnost u Libanonu koja se nastavila do 2000.). Prema reporteru Haaretza, Uziju Benzimanu, tadašnji ministar obrane, Ariel Šaron je prevario Begina u vezi sa svrhom ovog rata i produžio ga bez dopuštenja. Šaron je tužio Haaretz i Benzimana 1991. i suđenje je trajalo 11 godina, tijekom kojih je jedan od najvažnijih trenutaka bilo svedočenje Benija Begina, Menahemovog sina, u prilog obrane. Šaron je izgubio parnicu.  Arhivirana inačica izvorne stranice od 8. ožujka 2005. (Wayback Machine)
Begin je u mirovinu otišao u kolovozu 1983., duboko razočaran i u depresiji zbog rata, suprugine smrti, i svoje bolesti. Umro je u Tel Avivu 1992. godine
U veljači 2005. Begin je izabran za "najvećeg izraelskog vođu" s 32,8 % glasova.

## Vanjske poveznice
- Menachen Begin Center  Arhivirana inačica izvorne stranice od 16. prosinca 2008. (Wayback Machine)
- Menahem Begin - 6. premijer Izraela